# Arthur Harris
Sir Arthur Travers Harris, 1º Baronete (Cheltenham, 13 de abril de 1892 – Goring-on-Thames, 5 de abril de 1984) foi um marechal da Força Aérea Real que comandou o Comando de Bombardeiros da Força Aérea Real durante o auge da campanha anglo-americana de bombardeamentos contra a Alemanha Nazi na Segunda Guerra Mundial.